# Arnold Piggott
Pour les articles homonymes, voir Piggott (homonymie).
Arnold Piggott (né en 1946?), est un homme politique trinidadien. Il fut ministre des Affaires étrangères du 29 septembre 2006 au 7 novembre 2007.